# Rhantaticus
Rhantaticus is een geslacht van kevers uit de familie  waterroofkevers (Dytiscidae).
Het geslacht is voor het eerst wetenschappelijk beschreven in 1882 door Sharp in Trans. roy. Dublin Soc., (2) 2, 691

## Soorten
Het geslacht omvat de volgende soort:
- Rhantaticus congestus (Klug, 1833)